# Anke Baier
Anke Baier, född den 22 maj 1972 i Eisenach, Tyskland, är en tysk skridskoåkare.
Hon tog OS-silver på damernas 1 000 meter i samband med de olympiska skridskotävlingarna 1994 i Lillehammer.